# Ванагс, Густавс
Гу́ставс Ва́нагс (в советских источниках Густав Янович Ванаг; латыш. Gustavs Vanags; 10 марта 1891, Рунгас, Укрская волость, Ковенская губерния, Российская империя — 8 мая 1965, ЛатССР, СССР) — советский и латвийский агрохимик, специалист по органической химии. Академик Академии наук Латвийской ССР. Один из подписантов Меморандума Центрального Совета Латвии от 17 марта 1944 года.

## Биография
Учился в Митавской классической гимназии, в 1910 году поступил в Рижский политехнический институт. В 1921 году окончил Латвийский университет, преподавал на химическом факультете университета, с 1934 года был заведующим кафедрой органической химии. В 1932 году он получил докторскую степень по химии.
После 1958 года Г. Ванагс работал в Рижском политехническом институте, где до 1965 года возглавлял кафедру органической химии. Он также работал в Институте химии Академии наук и Институте органического синтеза
Скончался 8 мая 1965 году в Риге, похоронен на Лесном кладбище.
Густав Ванагс большую часть жизни посвятил изучению β-дикетонов, особенно 1,3-индандиона. Он разработал препарат фенилин и крысиный яд (родентицид) ратиндан. В честь Густава Ванага названа аудитория в бывшем химическом факультете (ныне биологический факультет Латвийского университета) и основанная им в 1960-м году Лаборатория Проблем дикетонов (латыш. Diketonu problēmu laboratorija), его памяти посвящены по крайней мере три книги (например, Нейланд О. Я. Органическая химия: Учеб. для хим. спец. вузов. Москва: Высшая школа, 1990.— 751 с.), а в его честь в 1967 году учреждена премия Академии наук за лучшую работу по химии (присуждается раз в два года).